# Kanton La Ferté-Alais
Kanton Ferté-Alais is een voormalig kanton van het Franse departement Essonne. Kanton Ferté-Alais maakte deel uit van het arrondissement Étampes en telt 21.777 inwoners (1999). Het werd opgeheven bij decreet van 24 februari 2014, met uitwerking op 22 maart 2015.

## Gemeenten
Het kanton La Ferté-Alais omvatte de volgende gemeenten:
- Baulne
- Boissy-le-Cutté
- Boutigny-sur-Essonne
- Cerny
- D'Huison-Longueville
- Guigneville-sur-Essonne
- Itteville
- La Ferté-Alais (hoofdplaats)
- Mondeville
- Orveau
- Vayres-sur-Essonne
- Videlles